# کولی (اصطلاح)

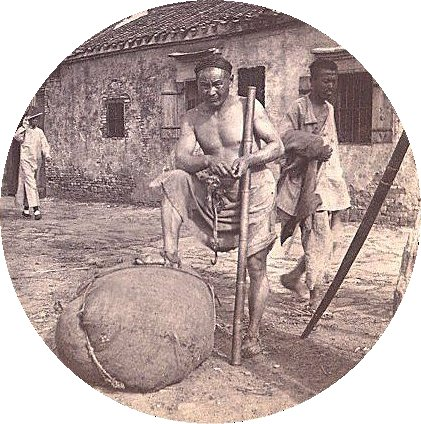
کارگر چینی در ژژن جیانگ چین، با تیرک بامبو برای بلند کردن و حمل بارهای سنگین، حدود ۱۹۰۰

کولی (به انگلیسی: Coolie) یا حمال یک لقب توهین‌آمیز، نژادپرستانه برای یک کارگر با دستمزد پایین، به‌طور معمول از تبار آسیایی است.
کلمه کولی اولین بار در قرن شانزدهم توسط بازرگانان اروپایی در سراسر آسیا رواج پیدا کرد و در قرن ۱۸ به کارگران مهاجر هندی یا چینی و … اشاره داشت و در قرن نوزدهم تعریف جدیدی از حمل و نقل و استخدام سیستماتیک کارگران آسیایی بدست آورد تحت قرارداد در مزارعی که قبلاً توسط آفریقایی‌های برده کار می‌کردند. این کلمه پیامدهای متنوع دیگری نیز داشته‌است و بسته به زمینه تاریخی و جغرافیایی گاهی توهین‌آمیز یا ادعایی تلقی می‌شود. در هند، کشور مبدأ آن، هنوز هم یک لقب ننگ‌آور محسوب می‌شود. از بسیاری جهات این اصطلاح، به‌اصطلاح اسپانیایی پیون شباهت دارد؛ گرچه هر دو اصطلاح در برخی کشورها با مفاهیم مختلف استفاده می‌شود.
این کلمه در قرن ۱۷ از جنوب آسیا آغاز شده و به معنای کارگر روز است، اما از قرن ۲۰ این واژه در آن منطقه برای اشاره به باربران در ایستگاه‌های راه‌آهن استفاده می‌شود. کولی اکنون در قاره آمریکا (بیشتر کارائیب)، اقیانوسیه و آفریقا / آسیای جنوب شرقی - به عنوان اشاره به افراد دیگر از آسیا، به عنوان تحقیرآمیز و / یا لقب نژادی قلمداد می‌شود. این اصطلاح با کلمه دوگلا متفاوت است که به مردمان نژاد آفریقایی و هندی گفته می‌شود. در عوض از کولی برای اشاره به افرادی کاملاً نژاد هندی استفاده می‌شود که اجدادشان به مستعمرات سابق انگلیس در آفریقا، آسیا و کارائیب مهاجرت کرده‌اند. این امر به ویژه در آفریقای جنوبی کوبا یی‌ها، آفریقای شرقی، ترینیداد و توباگو، گویان، سورینام، جامائیکا، موریس، فیجی و شبه‌جزیره مالایا رخ می‌دهد.